# Phylloblastia mucronata
Phylloblastia mucronata är en svampart som först beskrevs av P. M. McCarthy, och fick sitt nu gällande namn av Lücking. Phylloblastia mucronata ingår i släktet Phylloblastia och familjen Verrucariaceae.   Inga underarter finns listade i Catalogue of Life.